# Стереофотограмметрія
Стереофотограмме́трія (рос. стереофотограмметрия, англ. stereophotogrammetry, нім. Stereophotogrammmetrie f) — розділ фотограмметрії, що вивчає методи вимірювання об'ємних форм за стереопарою фотознімків, засновані на використанні стереоскопічного ефекту і вимірюванні об'ємної моделі місцевості спеціальними стереометричними приладами.
Використовується в геодезії (Стереофотограмметрична зйомка), медицині (Рентгенівська стереофотограмметрія).